# Dendropanax sessiliflorus
Dendropanax sessiliflorus là một loài thực vật có hoa trong Họ Cuồng cuồng. Loài này được (Standl. & A.C.Sm.) A.C.Sm. mô tả khoa học đầu tiên năm 1941.